# 川鄂淫羊藿
川鄂淫羊藿（学名：Epimedium fargesii）为小檗科淫羊藿属下的一个种。

## 扩展阅读
- 維基物種上的相關：川鄂淫羊藿